# Aurach (přítok Ageru)
Aurach je řeka v Horních Rakousích a pravostranný přítok řeky Ager.

## Průběh toku
Aurach pramení v pohoří Höllengebirge a teče přes bohatě zalesněný "Aurachtal", obcemi Altmünster (Neukirchen, Reindlmühl) a Pinstdorf (Kufhaus). Poblíž Pinsdorfu opouští řeka Aurachtal a teče dále přes předpolí Alp přes obce Ohlsdorf a Aurakirchen až do Wankhamu, kde ústí do řeky Ager.

### Přítoky
Na území obce Pinsdorf má Aurach celou řadu malých přítoků:
- Wolfsbach
- Viehbach
- Steinbach
- Luderbach
- Groissbach

Na území obce Altmünster, katastrálního území Reindlmühl, je Aurach také nápájen potoky:
- Dambach
- Dauerbach
- Wessenaurach
- Haunstielbach